# ميان غل أكبر ذيب
ميان غُل أكبر ذيب (بالأردية: ميان گل أكبر ذيب) (بالانجليزية: Mian Gul Akbar Zeb) (15 فبراير 1954 - )؛ دبلوماسي باكستاني متقاعد منذ عام 2014.، درس العلوم السياسية وعمل في وزارة الخارجية الباكستانية وعمل سفيرا في عدد من دول العالم اهمها الولايات المتحدة.

## نسبه وعائلته
ميان گل أكبر ذيب، بن ميان گل شاه زاده عالم ذيب، بن ميان گل جهان ذيب (عبد الحق)، بن ميان گل عبد الودود (گل شاه زاده بادشاه صاحب)، وهو من أسرة ترجع أصولها إلى شعب الكجر الذي يقطن حوض نهر السند.
جده ميان گل جهان ذيب - المعروف رسميا باسم «ميان گل عبد الحق جهان ذيب» - (1908-1987) كان آخر والي لولاية سوات الأميرية في باكستان والتي كانت امتداد لمقاطعة سوات في عهد الإمبراطورية الدرّانية (الأبدالية) ثم ولاية سوات الأميرية في زمن الراج البريطاني وكان حاكمها يلقب بـ (الآخوند).
عمه الأكبر ميان گل اورنگ ذيب (مواليد 28 مايو 1928) كان آخر ولي عهد لولاية سوات الأميرية ثم أصبح عضوا في الجمعية الوطنية لباكستان كما عين حاكما لإقليم خيبر بختونخوا ثم إقليم بلوشستان إضافة إلى خدمته في الجيش الباكستاني حيث أنه زوج ابنة الرئيس الباكستاني الأسبق الجنرال محمد أيوب خان
عمه ميان گل شاه زاده أمير ذيب كان عضوا في الجمعية الوطنية لباكستان عام 1977.

## الدراسة
يحمل شهادة الماجستير في العلوم السياسية منذ عام 1980 من جامعة كامبريدج

## حياته الدبلوماسية
- عمل في وزارة الخارجية الباكستانية بوظيفة ضابط قسم (1982-1983)
- سفير في الولايات المتحدة الأمريكية (1983-1987)
- عاد للعمل في وزارة الخارجية الباكستانية بوظيفة مدير تنفيذي (1987-1994)
- سفير في الهند (1994-2000)
- عاد مرة أخرى إلى وزارة الخارجية الباكستانية كمدير عام (2000-2003)
- سفير في جنوب أفريقيا (2003-2008)
- سفير في كندا (2010-2014) وكان عميد السلك الدبلوماسي هناك وقتها.